# Аттестат зрелости (фильм)
«Аттестат зрелости» — художественный фильм режиссёра Татьяны Лукашевич по одноимённой пьесе Лии Гераскиной.

## Сюжет
Одарённый, но избалованный и эгоистичный старшеклассник Валентин Листовский спровоцировал в школе конфликтную ситуацию: подвёл друзей, оскорбил учительницу. Он презрительно и высокомерно относится ко всем. Но друзья не дают парню волю: герой разоблачён и наказан. В фильме на "литературный маскарад" мужская школа пригласила женскую школу, а в пьесе женская школа пригласила мужскую школу.

## В ролях
- Василий Лановой — Валентин Листовский
- Вера Карпова — Ёлочка
- Вадим Грачёв — Женя Кузнецов, секретарь комсомольской организации
- Галина Ляпина — Вика Кузнецова, сестра Жени
- Александр Суснин — Ваня Андреев
- Татьяна Пельтцер — дворник
- Роза Макагонова — «Золушка» на новогоднем балу
- Владимир Земляникин — одноклассник, «Добчинский» на новогоднем балу
- Лев Борисов — Коробов, одноклассник
- Леонид Галлис — Дмитрий Николаевич, директор школы
- Георгий Черноволенко —  Борис Иванович Грохотов, учитель
- Владимир Кенигсон —  Пётр Германович Страхов, учитель
- Владимир Емельянов — Листовский, главный инженер завода, отец Валентина
- Владимир Андреев — Юрка, одноклассник
- Геннадий Ялович — «принц» на новогоднем балу
- Виктор Гераскин — Гера Гражданкин
- Тамара Кирсанова — Клава Попова

## Съёмочная группа
- Автор сценария: Лия Гераскина
- Режиссёр: Татьяна Лукашевич
- Оператор: Семён Шейнин
- Композитор: Лев Шварц
- Художник: Александр Жаренов
- Звукооператор: Р. Маргачёва
- Монтажёр: Г. Славатинская
- комбинированные съёмки
  - оператор:  П. Маланичев
  - художник: М. Семёнов
- Директор: В. Аггеев